# Abacetus hessei
Abacetus hessei là một loài bọ chân chạy thuộc phân họ Pterostichinae. Loài này được tìm thấy trong bộ sưu tập đồ sộ của Bá tước Pierre François Marie Auguste Dejean năm 1828, tới năm 1940 mới được phân loại bởi nhà côn trùng học người Ý Stefano Ludovico Straneo